# Phil Davies
Philip Thomas Davies (Seven Sisters, 19 ottobre 1963) è un allenatore di rugby a 15 ed ex rugbista a 15 gallese, che giocava come seconda linea. Ha partecipato a due mondiali con il Galles e da allenatore è stato commissario tecnico della Namibia dal 2015 al 2019. Dal 2020 è allenatore del Leeds Tykes.

## Biografia
Nato a Seven Sisyers, nella Contea di Neath Port Talbot Davies ha giocato tutta la sua carriera con Llanelli e collezionando 46 presenze con il Galles tra il 1985 e il 1995. Schierato come sia come flanker, numero otto o seconda linea fece la sua la prima apparizione in nazionale nella vittoria per 24-15 sull'Inghilterra a Cardiff, partita che vide anche suo cognato, Jonathan Davies fare il suo debutto.
Nel 1987 fu tra i convocati del Galles alla prima coppa del mondo e concluse la competizione al terzo posto. L'anno successivo conquistò il Cinque Nazioni con un Triple Crown e bissò il risultato nel 1994.
Una volta ritiratosi dal campo, Davies cominciò la carriera di allenatore e dal 1996 al 2006 fu al Leeds Tykes. Prese la squadra quando era in National Division Three, terza serie inglese, e la portò nel 2001 al titolo National Division One e promozione in Premiership inglese, fino all'esordio in Heineken Cup nel 2003-04. Il rapporto con Leeds durò fino alle dimissioni dello stesso Davies alla fine della stagione 2005-06.
Nell'agosto 2006 tornò al suo ex club, il Llanelli Scarlets in qualità di director of rugby. I discreti risultati portarono nel 2008 al suo esonero e nel novembre dello stesso anno si accasò ai rivali del Cardiff Rugby come allenatore in seconda. Nel frattempo entrò nei ranghi tecnici della federazione gallese e nel settembre 2006 gli fu affidata la Nazionale Under-20 che guidò per due sei nazioni di categoria (2009 e 2010) e altrettanti mondiali giovanili.
Nel 2010, Davies si unì al Worcester come allenatore degli avanti e contribuì a riportarlo in Premiership dopo aver vinto il RFU Championship nel 2010-11. Confermato per la stagione successiva lasciò nel maggio 2012 per tornare al Cardiff Rugby come director of rugby. I risultati poco incoraggianti spinsero Davies alle dimissioni nel marzo 2014.
Già a fine marzo 2014 fu ingaggiato dalla federazione namibiana come consulente tecnico in vista dell'imminente coppa del mondo e contemporaneamente fu presto selezionato dal RGC 1404 per traghettare la squadra fino a fine stagione ma rimane nel nord del Galles fino al 2016. Nonostante il doppio impegno, nel giugno 2015 alle dimissioni del CT namibiano Danie Vermeulen fu capo allenatore della Namibia. La prima partita fu con la Russia in cui gli africani hanno battuto la selezione russa per la prima volta nella storia per 39-19. Prima della rassegna iridata riuscì a vincere l'Africa Cup 2015 e durante la coppa del mondo la Namibia guadagnò il suo primo punto nella sconfitta 16-17 con la Georgia in un girone che comprendeva, Argentina, Nuova Zelanda e Uruguay.
Gli anni successivi Davies ha portato in bacheca altre tre Coppe d'Africa (2016, 2017 e 2018), grazie a cui la Namibia si è qualificata per la Coppa del Mondo di rugby 2019. A giugno 2019, durante la Nations Cup, Davies ha portato la nazionale africana ad uno storico primo successo con l'Uruguay ma in Giappone il torneo fu deludente concludendo all'ultimo posto in girone formato da Nuova Zelanda, Sudafrica, Italia e Canada, partita con quest'ultima annullata a causa del tifone Hagibis.
Appena terminato il mondiale decise di lasciare la guida della Namibia e a gennaio 2020 tornò al Leeds Tykes.

## Palmarès

### Giocatore
- Welsh Premier Division: 1
Llanelli: 1992-93
- WRU Challenge Cup: 5
Llanelli: 1985, 1988, 1991, 1992, 1993

### Allenatore
- Coppe Anglo-Gallesi: 1
Leeds Tykes: 2004-05
- Africa Cup: 4
Namibia: 2015, 2016, 2017, 2018